# Обшивач, Юре
Юре Обшивач (хорв. Jure Obšivač; род. 28 мая 1990, Меткович, СФРЮ) — хорватский футболист, защитник клуба «Кроация (Змиявцы)».

## Карьера
Профессиональную карьеру начал в 2008 году в клубе «Хайдук». В том же году был отдан в аренду клубу «ГОШК» Каштел-Гомилица, через два года был арендован другим хорватским клубом «Дугополье». 
В 2013 году перешёл в «Истру 1961», за которую провел 81 матчей. 
В 2015 году стал игроком клуба «Сплит».
В феврале 2017 года стал игроком казахстанского клуба «Атырау».
Но в декабре с ним не продлили контракт и он перешёл в румынский клуб «Сепси».
В июле 2018 года с приходом тренера Кумыкова вернулся в состав «Атырау».

## Достижения

### Командные
«Атырау»
- Финалист Кубка Казахстана (2): 2017, 2018